# Sinchi Roca

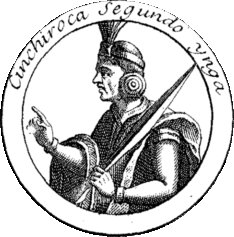
Sinchi Roca

Sinchi Roca (quechua: Sinchi Ruq'a) var den andra av inkarikets härskare, möjligen född i Yampuquio. Han sägs vara ättling till Manco Cápac och sägs ha ingått äktenskap med såväl Mama Coca, Mama Huaco och Chimpu Coya (källorna hos krönikörerna är inte samstämmiga).
Sinchi Rocas regeringstid inföll sannolikt runt 1230–1260.